# Xochitlán de Vicente Suárez
Xochitlán de Vicente Suárez là một đô thị thuộc bang Puebla, México. Năm 2005, dân số của đô thị này là 11744 người.